# Jens Cotta

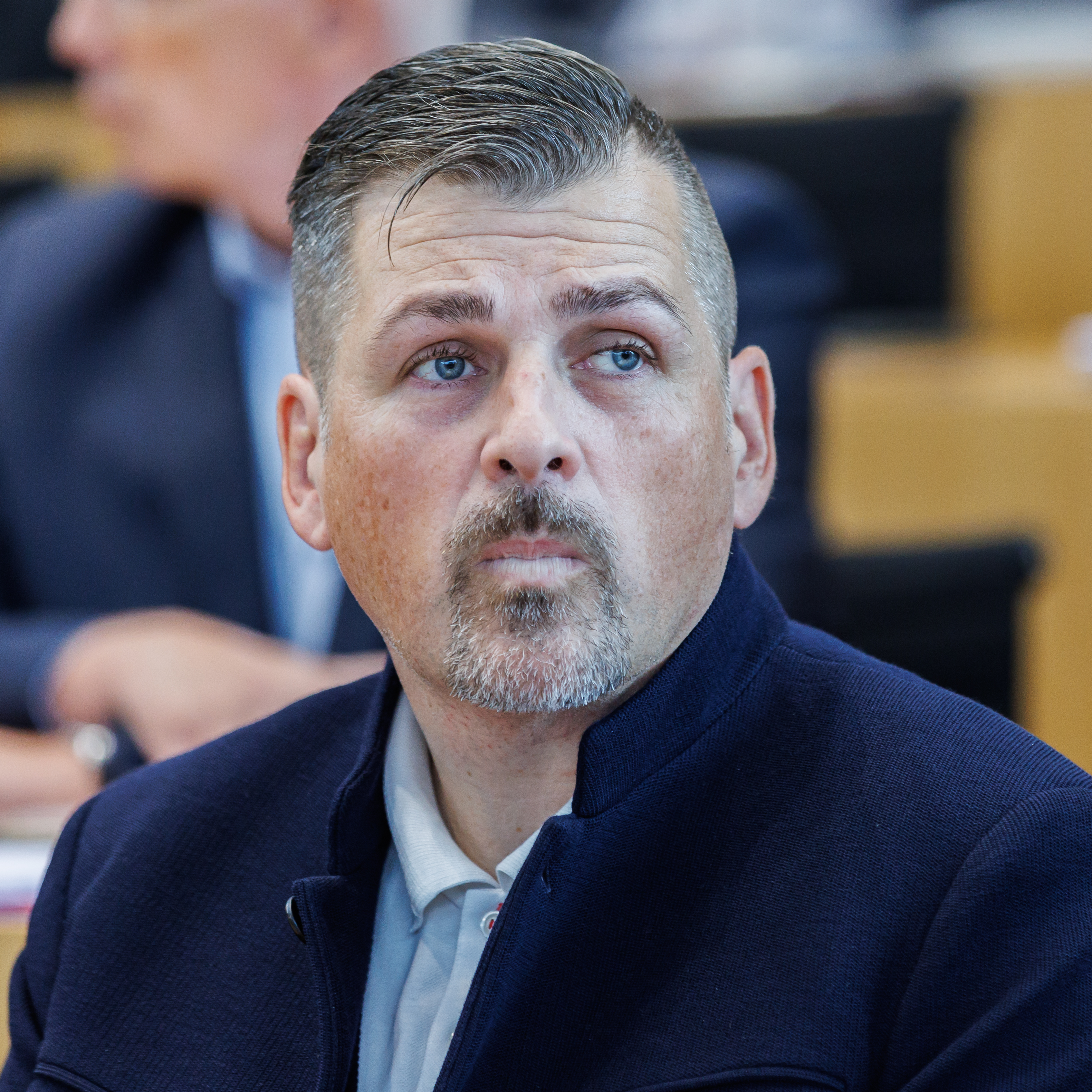
Cotta (2024)

Jens Cotta (* 9. November 1972 in Bad Frankenhausen) ist ein deutscher Politiker (AfD) und seit 2019 Mitglied des Thüringer Landtags.

## Leben
Cotta legte 1991 das Abitur an der Klosterschule Roßleben ab und leistete danach seinen Wehrdienst beim Panzerbataillon 4/383 in Bad Frankenhausen. Ab 1992 machte er eine Lehre als Bankkaufmann bei der Volksbank Kyffhäuser eG (seit 1999: Nordthüringer Volksbank). Seit Juli 2000 bis zu seinem Einzug in den Thüringer Landtag war er als Leiter der internen Revision bei der Volks- und Raiffeisenbank Eisleben eG tätig war. Von 2009 bis 2010 absolvierte Cotta ein berufsbegleitendes Studium an der GenoAkademie Hannover, das er als „Bankbetriebswirt Management“ abschloss. Er ist verheiratet und hat eine erwachsene Tochter.

## Politik
Seit 2016 ist Cotta Mitglied der AfD. 2018 wurde er Kreissprecher im AfD-Kreisverband Kyffhäuser Sömmerda Weimar und 2019 Fraktionsvorsitzender der AfD im Kreistag des Kyffhäuserkreises.
Bei der Landtagswahl in Thüringen 2019 wurde er mit 29,2 % der Stimmen im Wahlkreis Kyffhäuserkreis II direkt in den Thüringer Landtag gewählt. Daneben kandidierte er auf Platz 8 der Landesliste seiner Partei. Er wurde zum stellvertretenden Fraktionsvorsitzenden der AfD-Fraktion gewählt. Bei der Landtagswahl in Thüringen 2024 gelang ihm erneut der Gewinn des Direktmandats. Er übte zunächst das Amt des stellvertretenden Parlamentarischen Geschäftsführers, und ab März 2025 das Amt des stellvertretenden Fraktionsvorsitzenden aus. Cotta ist Medien- und Finanzpolitiker.